# 今井信元
今井信元（1484年?—1575年?），日本戰國時代的武將。武田氏家臣。甲斐國逸見的領主。父親是今井信是。

## 生平
生年不詳，一說是在文明16年（1484年）出生。永正17年（1519年），父親信是反抗武田信虎。翌年（1520年），在反亂被鎮壓後，繼承家督。
享祿4年（1531年）1月21日，與飯富虎昌、栗原兵庫、大井信業等人連結，一同反抗信虎，更向信濃國的親戚諏訪賴滿邀請支援；這次反亂有多個原因，包括信虎匿藏諏訪家的仇敵金刺昌春，以及信虎為了與扇谷上杉家的上杉朝興結盟，迎山內上杉家的上杉憲房的未亡人為側室。
賴滿向甲斐出兵，並奪去笹尾砦，不過在2月2日，今井、大井連合軍被信虎擊敗，大井信業和今井備中等人戰死（『一蓮寺過去帳』）。4月12日（一說是3月12日），在河原邊（現今韮崎市）與信虎軍激戰（河原邊之戰），在此戰中，諏訪、今井、飯富、栗原連合軍失去8百餘人並大敗（『妙法寺記』、『當社神幸記』、『諏訪神使御頭之日記』、『王代記』）。
在戰敗後，在浦之城（獅子吼城，現今山梨縣北杜市須玉町江草）中死守並抵抗信虎，不過在天文元年（1532年）9月向信虎降伏並開城。因此，信虎成功統一甲斐（『妙法寺記』、『勝山記』）。
此後行動不詳。一說指在天正3年（1575年）以92歲之齢死去，不過沒有確實證據。

## 外部連結
- 武家家伝＿今井氏（页面存档备份，存于）